# Too Tough to Die
Too Tough to Die osmi je studijski album od američkog punk rock sastava Ramones, koji izlazi u listopadu 1984.g. Ovo je prvi album na kojemu snima Richie Ramone. Veliku pažnju su dobili od All Music Guide, kako navode "ovaj posljednji snimak je njihov najbolji koju su napravili", a posebne zasluge za to ima Dee Dee Ramone, koji je napisao devet od trinaest skladbi što se nalaze na albumu. Ovim albumom Ramonesi su pokušavali dobiti jedan dio hardcore punk scene '80-ih.
Omot albuma izvorno dolazi iz filma A Clockwork Orange, a sastav na njemu stoji u pozadini svijetla na ulazu tunela. Skladba "Durango 95", dobila je ime po Alexovom autu nazvanom u filmu A Clockwork Orange.
Album sadrži dvije Ramonesove skladbe, "Wart Hog" i "Endless Vacation", a tekst u skladbi "Wart Hog", morao je biti promijenjen jer je izdavačka kuća ocijenila da je previše napadački.

## Popis pjesama
1. "Mama's Boy" (Johnny Ramone, Dee Dee Ramone, Tommy Ramone) – 2:09
2. "I'm Not Afraid of Life" (Dee Dee Ramone) – 3:12
3. "Too Tough to Die" (Dee Dee Ramone) – 2:35
4. "Durango 95" (Johnny Ramone) – 0:55
5. "Wart Hog" (Dee Dee Ramone, Johnny Ramone) – 1:54
6. "Danger Zone" (Dee Dee Ramone, Johnny Ramone) – 2:03
7. "Chasing the Night" (music by Busta Jones, lyrics by Joey Ramone, Dee Dee Ramone) – 4:25
8. "Howling at the Moon (Sha-La-La)" (Dee Dee Ramone) – 4:06
9. "Daytime Dilemma (Dangers of Love)" (music and lyrics by Joey Ramone, music by Daniel Rey) – 4:31
10. "Planet Earth 1988" (Dee Dee Ramone) – 2:54
11. "Humankind" (Richie Ramone) – 2:41
12. "Endless Vacation" (Dee Dee Ramone, Johnny Ramone) – 1:45
13. "No Go" (Joey Ramone) – 3:03

### Reizdanje bonus pjesme
Reizdanje objavljuje diskografska kuća "Rhino Records"  20. kolovoza 2002., zajedno s bonus pjesmama.
1. "Street Fighting Man" (Jagger/Richards) – 2:56
2. "Smash You" (Richie Ramone) – 2:23
3. "Howling at the Moon (Sha-La-La)" (demo) (Dee Dee Ramone) – 3:17
4. "Planet Earth 1988" (Dee Dee vokalna verzija) (Dee Dee Ramone) – 3:02
5. "Daytime Dilemma (Dangers of Love)" (demo) (glazba i tekst Joey Ramone, glazba Daniel Rey) (Joey Ramone, Daniel Rey) – 4:06
6. "Endless Vacation" (demo) (Dee Dee Ramone, Johnny Ramone) – 1:46
7. "Danger Zone" (Dee Dee vokalna verzija) (Dee Dee Ramone, Johnny Ramone) – 2:07
8. "Out of Here" (Ramones) – 4:10
9. "Mama's Boy (Demo)" (Johnny Ramone, Dee Dee Ramone, Tommy Ramone) – 2:15
10. "I'm Not an Answer" – 2:16
11. "Too Tough to Die" (Dee Dee vokalna verzija) (Dee Dee Ramone) – 2:35
12. "No Go (Demo)" (Joey Ramone) – 3:05

## Izvođači
- Joey Ramone – prvi vokal
- Johnny Ramone – gitara, prateći vokali
- Dee Dee Ramone – bas-gitara, prateći vokali
- Richie Ramone – bubnjevi

### Ostali izvođači
- Walter Lure – gitara
- Benmont Tench – klavijature
- Jerry Harrison – sintisajzer

### Produkcija
- Sire Records – Izdavač
- Tommy Ramone – producent
- Ed Stasium – producent
- Dave Stewart – asistent produkcije
- Tony Wright – dizajn omota albuma
- George DuBose – fotografija

## Vanjske poveznice
- discogs.com - Ramones - Too Tough To Die